# InterContinental Hanoi Landmark 72
InterContinental Hanoi Landmark 72 là một khách sạn InterContinental tại Hà Nội. Khách sạn này toạ lạc tại các tầng trên cùng của Keangnam Hanoi Landmark Tower. Ở độ cao 346m, đây là khách sạn cao nhất Hà Nội và là một trong những khách sạn cao nhất thế giới.

## Vị trí
InterContinental Hanoi Landmark 72 toạ lạc tại Mỹ Đình, quận Nam Từ Liêm, gần Trung tâm Hội nghị Quốc gia và Bảo tàng Hà Nội. Là một phần của Keangnam Hanoi Landmark Tower, khách sạn này chiếm từ tầng 62 đến 71 của tòa nhà cao thứ nhì Việt Nam.

## Tiện ích
Tại độ cao 346m, InterContinental Hanoi Landmark72 là khách sạn cao nhất Hà Nội.
Khách sạn sở hữu 359 phòng khách sang trọng, với 34 phòng suites, trải dài từ tầng 63 đến tầng 70 của tòa nhà. Tất cả các phòng và suites đều có cửa kính thông suốt, mở ra tầm nhìn toàn cảnh thành phố Hà Nội từ trên cao.
4 nhà hàng và bar (The Hive Lounge, 3 Spoons, Stellar Steakhouse và Q Bar) tại tầng 62 và 62M của khách sạn đem đến không gian sang trọng, sáng tạo và các nền ẩm thực phong phú.
InterContinental Hanoi Landmark72 còn là điểm đến hấp dẫn mới cho các hội nghị và sự kiện tại Hà Nội, với 14 phòng họp linh hoạt và phòng khánh tiệc (Grand Ballroom) có sức chứa tới 1,000 khách.